# تيري ريدمان
تيري ريدمان هو سياسي أسترالي، ولد في 16 أبريل 1963 في سوبياكو ‏ في أستراليا. نشط حزبياً في الحزب الليبرالي الأسترالي. وقد انتخب عضو الجمعية التشريعية لأستراليا الغربية ‏.